# Éder Martins Citadin
Éder Martins Citadin (Lauro Müller, 15 de noviembre de 1986), conocido simplemente como Éder, es un exfutbolista ítalo-brasileño que jugaba como delantero.

## Trayectoria

### Primeros años
Inició su carrera en el Criciúma Esporte Clube. Hizo su debut en el primer equipo, y en el Campeonato Brasileiro Série A el 19 de diciembre de 2004 entrando como suplente en la segunda mitad en el empate 3-3 en casa contra el Coritiba con su equipo ya descendido.
Éder definitivamente fue ascendido al primer equipo antes de la temporada 2005 y anotó su primer gol el 30 de enero de ese año, pero en una derrota en casa por 3-2 en el Campeonato Catarinense contra Joinville. Terminó el torneo con tres goles en diez apariciones y anotó en su debut en el Campeonato Brasileiro Série B contra São Raimundo-AM el 26 de abril, terminando con un éxito en casa por 2-0.
A la edad de 19 años y con cinco goles en 19 partidos ligueros durante el año fue fichado por el club italiano Empoli.

### Italia
Éder firmó con Frosinone en un acuerdo de copropiedad por una tarifa de 600 000 € en junio de 2008 tras una cesión durante la segunda mitad de la temporada 2007-08 de la Serie B.
Empoli volvió a comprar Éder al Frosinone en junio de 2009 por 2,42 millones de euros  tras una impresionante temporada en la Serie B del delantero. Anotó cuatro goles en un partido de la Serie B el 13 de abril de 2010, dos de los cuales fueron de penalti, en la victoria por 5-2 del Empoli sobre el Salernitana. Terminó la temporada 2009-10 de la Serie B como máximo goleador con 27 goles.
El 20 de agosto de 2010, Éder firmó un contrato de 1+4 años con el recién ascendido a la Serie A, Brescia, lo que significa que se uniría al club cedido por el primer año. Brescia reveló más tarde en su informe financiero que la tarifa del préstamo era de 1,8 millones de euros.
Éder anotó solo seis goles para el club y el 13 de julio de 2011 fue traspasado al Cesena procedente del Empoli en un acuerdo temporal por 2,2 millones de euros (que luego compensa con la cesión de la Sampdoria).
El 24 de enero de 2012 se mudó a la Sampdoria en un acuerdo de préstamo por una tarifa de 1,1 millones de euros al Cesena. Marcó su primer gol para el club el 21 de abril de 2012 en un empate 1-1 con Vicenza. El 3 de julio de 2012 la Sampdoria fichó a Éder directamente por 3 millones de euros en un contrato de cinco años procedente del Empoli, por lo que Eder le había costado a la Sampdoria 4,1 millones de euros en total, mientras que en el lado del Empoli, el club recibió una tarifa de 7 millones de euros a partir de 2010 a 2012.
El 29 de enero de 2016 se unió al Inter en un acuerdo de préstamo de 1 año y medio por € 1,2 millones  que podría hacerse permanente si se cumplen ciertas condiciones. Firmó un contrato que podría mantenerlo en el Inter hasta 2020 y recibe un salario de 1,5 millones de euros al año. Fue presentado a los medios el mismo día, donde le asignaron el número 23, diciendo que no lo pensó dos veces antes de firmar con el Inter. Hizo su debut con el club el 31 de enero, en una derrota por 3-0 ante sus rivales de la ciudad de Milán en el Derbi de Milán.
Tras disputar su primer amistoso con el Inter de la temporada 2016-17 el 14 de agosto se activó la obligación de adquirirlo en una operación definitiva. El 28 de enero del año siguiente, Éder celebró su aparición número 200 en la Serie A al anotar en la victoria por 3-0 en casa sobre el Pescara. El 14 de mayo de 2017 salió desde el banquillo para marcar el único gol de su equipo en la derrota por 1-2 en casa ante el Sassuolo, antes de beneficiarse de la lesión de Mauro Icardi para ser titular en las dos últimas partidos de liga, un gol ante la Lazio y un doblete ante el Udinese, elevando su cuenta a 8 goles en liga. También era la primera vez que Éder marcaba en tres partidos seguidos de la Serie A como jugador del Inter, y la primera vez desde noviembre de 2015. Terminó su primera temporada completa con el Inter jugando 40 partidos en total en todas las competiciones, incluyendo 33 en la Serie A y 6 en la Europa League, anotando 10 goles en el proceso, 8 de los cuales llegaron en la Serie A y 2 en la Europa League.
El 2 de noviembre de 2017, Éder firmó una extensión de contrato y firmó un nuevo contrato hasta junio de 2021. Solo tres días después salió de la banca para marcar su primer gol de la temporada 2017-18 en el empate 1-1 contra Torino para ayudar al Inter a mantenerse invicto. Éder hizo sus primeras aperturas de la temporada 2017-18 más tarde en febrero de 2018, beneficiándose de la lesión de Icardi; el primero fue en el empate 1-1 contra Crotone donde anotó un cabezazo en la primera mitad y el segundo fue contra Bolonia donde anotó dentro de los 90 segundos para llevar al Inter a una victoria en casa por 2-1, la primera después de ocho partidos de liga.

### Jiangsu Suning
El 13 de julio de 2018 firmó con el club chino Jiangsu Suning por 5,5 millones de euros.
El 12 de noviembre de 2020 anotó en el partido de vuelta de la final de la Superliga de China contra el Guangzhou Evergrande. Jiangsu Suning ganó el partido 2-1, con una victoria global del mismo marcador, asegurando el primer título de liga del club en su historia.

### Regreso a Brasil
El 26 de marzo de 2021 se unió al São Paulo F. C. con un contrato que se extendería hasta diciembre de 2022. Una vez este expiró, en enero de 2023, volvió a Criciúma E. C. después de dieciocho años. Allí puso fin a su carrera en agosto del año siguiente, disputando su último encuentro frente a Atlético Mineiro.

## Selección nacional
Fue internacional con la selección de Italia en 26 ocasiones y ha marcado 6 goles. Debutó el 28 de marzo de 2015, en un encuentro ante la selección de Bulgaria que finalizó con marcador de 2-2.

### Participaciones en Eurocopas
| Eurocopa      | Sede    | Resultado        |
| ------------- | ------- | ---------------- |
| Eurocopa 2016 | Francia | Cuartos de final |

## Clubes
| Club             | País   | Año       |
| ---------------- | ------ | --------- |
| Criciúma E. C.   | Brasil | 2004-2005 |
| Empoli F. C.     | Italia | 2005-2007 |
| Frosinone Calcio | Italia | 2007-2009 |
| Empoli F. C.     | Italia | 2009-2010 |
| Brescia Calcio   | Italia | 2010-2011 |
| A. C. Cesena     | Italia | 2011-2012 |
| U. C. Sampdoria  | Italia | 2012-2016 |
| Inter de Milán   | Italia | 2016-2018 |
| Jiangsu Suning   | China  | 2018-2021 |
| São Paulo F. C.  | Brasil | 2021-2022 |
| Criciúma E. C.   | Brasil | 2023-2024 |

## Palmarés

### Campeonatos regionales
| Título                 | Club            | Estado         | Año  |
| ---------------------- | --------------- | -------------- | ---- |
| Campeonato Catarinense | Criciúma E. C.  | Santa Catarina | 2005 |
| Campeonato Paulista    | São Paulo F. C. | São Paulo      | 2021 |
| Recopa Catarinense     | Criciúma E. C.  | Santa Catarina | 2024 |
| Campeonato Catarinense | Criciúma E. C.  | Santa Catarina | 2024 |

### Campeonatos nacionales
| Título             | Club           | País  | Año  |
| ------------------ | -------------- | ----- | ---- |
| Superliga de China | Jiangsu Suning | China | 2020 |

### Distinciones individuales
| Distinción             | Año     |
| ---------------------- | ------- |
| Goleador de la Serie B | 2009-10 |